# Voiture Grand Confort
Pour les articles homonymes, voir Voiture Gran Confort.

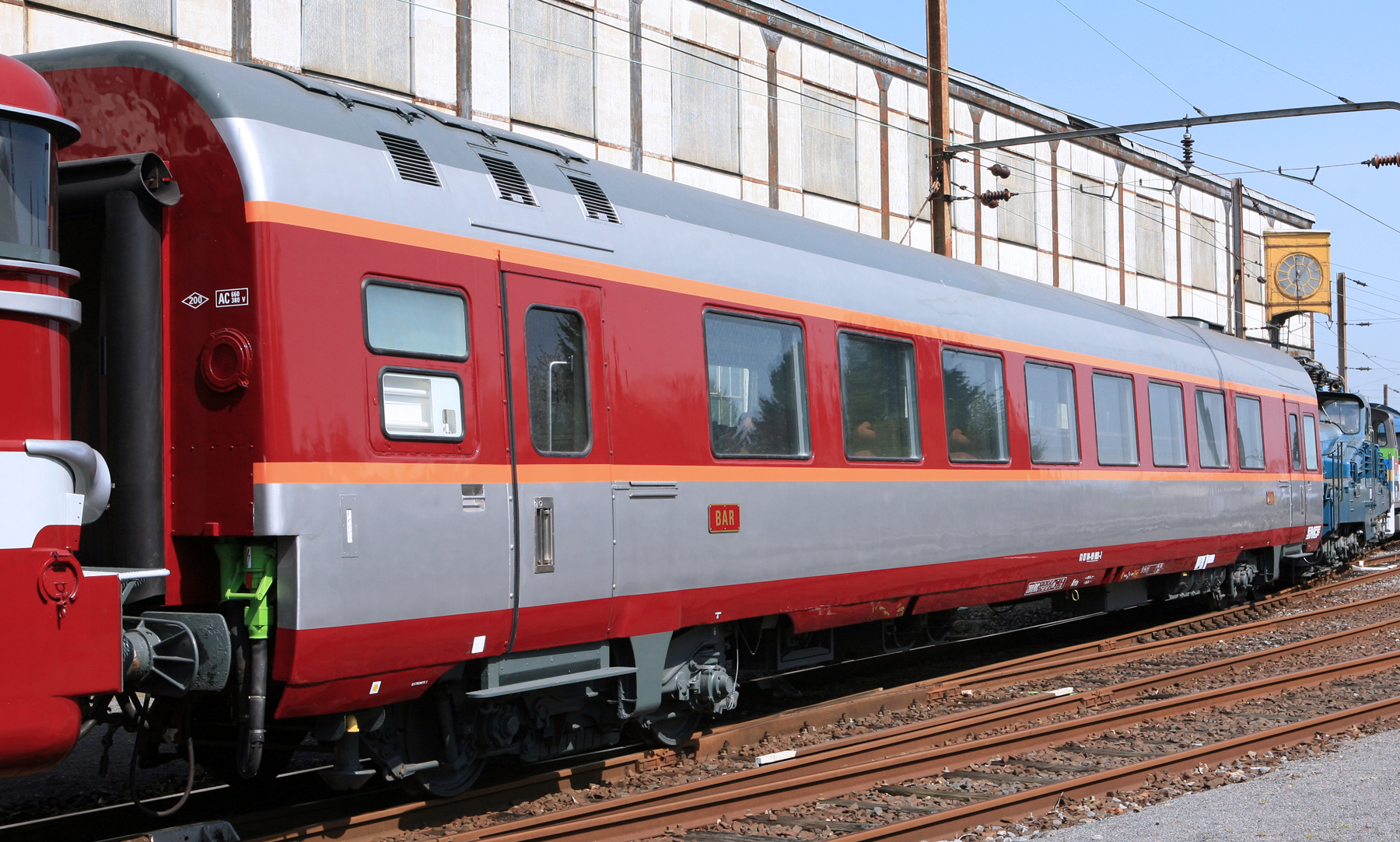
Voiture-restaurant A3rtu à la Cité du train.

Les voitures Grand Confort sont des voitures de chemin de fer destinées aux trains d'affaire de la SNCF et aptes aux 200 km/h. Elles furent livrées par les usines De Dietrich à partir de 1969. Bien que particulièrement réussies, elles subirent, dans les années 1980, l'inexorable déclin des trains de première classe.

## Caractéristiques
Les voitures Grand Confort reprennent les bases des TEE inox au niveau du confort. En revanche, elles sont construites en acier patinable (Corten) pour en diminuer le prix. Longues de 25,50 m, elles sont montées sur des bogies Y28F. Le haut des caisses est légèrement incliné vers l'intérieur, donnant une section ovoïde proche d'une forme trapézoïdale. Ce profil vient du projet initial de les équiper d'un système de Train pendulaire qui sera finalement abandonné.
Leur livrée est due à Paul Arzens, elle est à base de gris inox, métallisé, remplacé après quelques années par un gris dauphin 804, pour des raisons de tenue dans le temps. La zone des baies et le bas de caisse sont rouge capitole 602. La partie haute est délimitée par deux lignes orange. La toiture et les bogies sont gris ardoise 807. Ces voitures forment avec les CC 6500 des rames du plus bel effet avec les BB 15000/BB 7200 et la série parallèle des BB 22200. BB 16000 du dépôt de Strasbourg avant le transfert sur celui de La-Chapelle. Il faut mentionner en diesel également les CC 72000.
Elles sont construites à 103 exemplaires en deux tranches de 45 puis 13 exemplaires supplémentaires en 1973 / 1974 :
- 40 A8u, à 8 compartiments (48 places), n° 61 87 18-99 001 à 012 (1967) puis 026 à 053 (1968 et 1969),
- 34 A8tu, salon de 46 places à allée centrale avec rangées de sièges en vis-à-vis autour d'une tablette, n° 61 87 18-99 013 à 025 (1967), 054 à 061 (1969) puis 062 à 074 (1972),
- 6 A3rtu, voiture-bar, n° 61 87 84-99 001 à 006 construites en 1971,
- 10 Vru, voiture-restaurant, n° 61 87 88-99 001 à 010,
- 13 A4Dtux, mixte salon 21 places et fourgon-générateur, n° 61 87 81-99 001 à 005 (1967) puis 006 à 013 (1968).

auxquelles s'ajoutent deux voitures de mesures sur la base de A3rtu.
Dans les années 1980, la concurrence de l'avion conduit à ouvrir les rames à la 2e classe : 17 A8u sont déclassées en B8u (61 87 28-99) de 64 places ainsi que 12 A8tu en B9½tu (61 87 29-99) de 76 places.
En 1987, les 13 A4Dtux deviennent des B3Dtux 61 87 82-99 001 à 013. Il n'y a plus d'indicateur de classe mais rien n'est modifié à l'intérieur ; le logo TEE reste présent sur les appuis-tête. Ainsi le confort d'origine devient accessible aux voyageurs de 2e classe, comme avec les voitures Mistral 69.
De 1990 à 1993 apparaîtront les voitures Euraffaire, plus luxueuses, avec transformation de :
- 18 A8tu en A8rtu, aménagées en salon de 46 places, avec offre de restauration à la place,
- 18 A8u en A2t6u, à aménagement composite : salon de 14 places, 2 compartiments de 5 places, salon de 20 places, soit 44 places au total,
- 6 Vru en voitures-bar A3rtux 61 87 85-99 011 à 016. Les autres Vru sont retirées du service lors de la dernière année citée.

Elles sont engagées sur six trains : 2 sur Paris - Strasbourg, 2 sur Paris - Luxembourg, et 2 sur Paris - Toulouse.

## Livrées
Les voitures Grand Confort ont connu les livrées successives suivantes :
- livrée d'origine « Grand Confort » : rouge, gris inox, lignes orange de part et d'autre des fenêtres,
- livrée TEE origine : idem marquage TRANS EUROP EXPRESS dans un encart rouge au-dessus des fenêtres,
- livrée TEE béton : idem sauf gris béton, en lieu et place du gris inox, peu résistant à l'usure,
- livrée TEE bande jaune : idem sauf bande jaune à la place de la ligne orange supérieure (sauf voiture-restaurant, partie bar et partie générateur), logo SNCF encadré,
- livrée deux classes encadré : idem sauf bande jaune ou verte selon la classe, suppression du littéral TEE,
- livrée deux classes nouille (1986) : idem sauf logo SNCF type « nouille »,
- livrée nouille orange : idem sauf bandes orange (A8tu, A8u et B3Dtux)
- livrée « Euraffaire » : gris béton et bande bordeaux, logo SNCF type « nouille » ; ces rames sont associées à un fourgon générateur B3Dtux inchangé ; elles n'ont plus de voiture-restaurant Vru.

## Utilisation
En dépit d'une mise en service plusieurs fois retardée, elles donnent entière satisfaction. Les rames à classe supérieure unique s'inscrivent dans la catégorie TEE. Ce sera le Capitole entre Paris et Toulouse, l'Aquitaine et l'Étendard entre Paris et Bordeaux, le Kléber et le Stanislas entre Paris et Strasbourg, puis le Jules Verne entre Paris et Nantes. La première circulation d'une rame à 200 km/h intervient en septembre 1970. Il avait été envisagé de les utiliser, également sur Paris-Marseille, mais le projet TGV a écarté cette possibilité.
La voiture n° 20 (une A8tu) est retirée du service pour être transformée en PR 3, une voiture de luxe destinée aux voyages présidentiels. Elle garde la livrée TEE, mais l'intérieur est aménagé en salle à manger et salon d'apparat, le tout dans une « déco » typique des années 1970. Elle sera utilisée en 1972, pour un voyage de la reine du Royaume-Uni Élisabeth II, en 1978 pour la visite du président américain Jimmy Carter et en 1986 par le président Mitterrand.
Dans le sud-ouest, leur succès entraîne l'adaptation d'un certain nombre de voitures à la seconde classe, les faisant donc sortir du pool TEE.
L'arrivée du TGV Atlantique en 1990, remet en cause leur devenir. Elles sont transformées en voitures Euraffaire par les ateliers de Périgueux, voitures de luxe destinées à relancer les voyages d'affaires et la 1re classe. C'est un échec commercial : bien que plus confortables, elles ne sont pas plus rapides que les voitures Corail alors qu'elles sont affectées à des lignes où l'avion est très compétitif. De plus leur petit nombre entraîne des coûts de maintenance élevés (notamment le fourgon générateur nécessaire pour la production d'électricité de la rame). Leur réforme commence en 1999. Aucune vente à des réseaux étrangers n'ayant eu lieu sauf pour La Société des Trains Exposition (STE) - Parc ex-TEE, le reste est mis à la ferraille après vingt-huit ans d'utilisation tout au plus, soit assez prématurément pour du matériel ferroviaire.
Très peu d'exemplaires ont été conservés. Une voiture est présentée à la Cité du train à Mulhouse associée à une CC 6500, quelques voitures mixtes fourgon-générateur/voyageurs sont toujours utilisées sur les trains-exposition mais pour cet usage leur aspect singulier (et leur entretien approximatif) tranche avec le reste du train expo (caisses à parois inclinées initialement dessinées pour autoriser le débattement d'un dispositif pendulaire) et quelques rares autres exemplaires sont disséminés.

### Modélisme
Des modèles réduits des voitures Grand Confort ont été réalisés par Lima (1969), Jouef (1972), Minitrix, LS Models (2004)…